# Kirche Skokloster
Die Kirche Skokloster ist ein Überbleibsel des Zisterzienserinnenklosters in Håbo, Uppsala län, Schweden. Sie liegt beim Schloss Skokloster auf einer Halbinsel im Mälaren.

## Geschichte
Vier Jahre vor seiner Königskrönung nahm der Gutsherr Knut Långe im Jahr 1225 einige Nonnen auf seinem Hof auf. Sie kamen aus dem 1170 gegründeten Kloster Byarum bei Vaggeryd in Småland, das aus unbekannten Gründen um 1230 aufgegeben worden war. Die erste urkundliche Erwähnung des Klosters datiert aus dem Jahr 1244. Mit dem Bau der Klosterkirche wurde in der Mitte des 13. Jahrhunderts begonnen.
Das Kloster wurde 1527 von der Krone Schweden eingezogen. 1611 kam es als Lehen an den Reichsrat und Feldmarschall Hermann von Wrangel. Dieser ließ 1633 die Wrangelsche Grabkapelle errichten.

## Klosterkirche

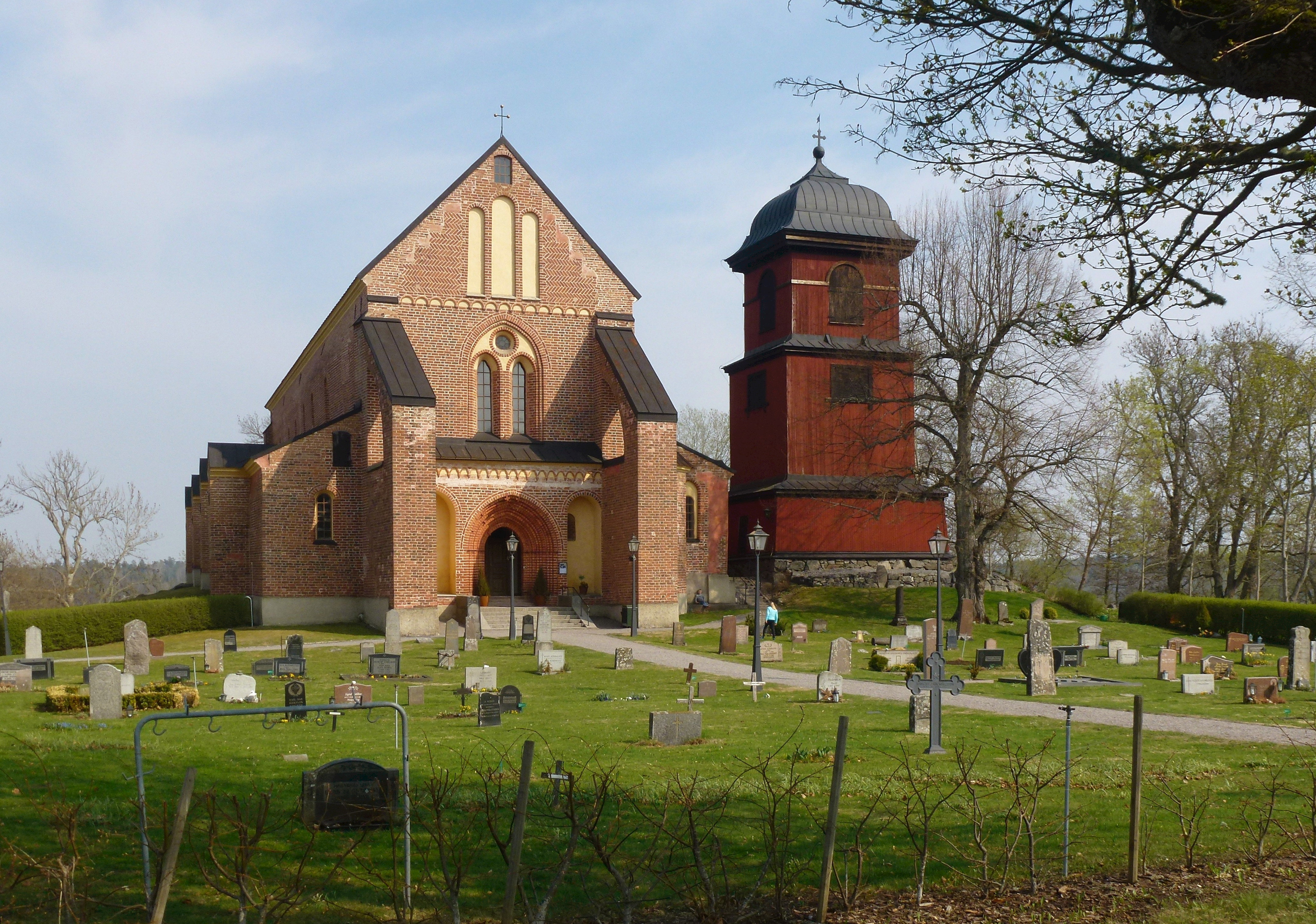
Klosterkirche mit Glockenstuhl

Von der Klosteranlage ist die Klosterkirche erhalten. Sie ist eine dreischiffige Backsteinbasilika ohne Querhaus mit nicht ausgeschiedenem Chor, die Parallelen zur Marienkirche von Sigtuna zeigt. Die Ostseite ist mit drei großen Lanzettfenstern sorgfältig ausgeführt. Vor der Westfront liegt eine dreischiffige, tonnengewölbte Vorhalle, vor dieser eine Treppe aus dem Jahr 1894. Die Gewölbe wurden erst nach einem Brand am Ende des 13. Jahrhunderts eingezogen.
Die ursprünglich nördlich der Kirche gelegenen, nach dem Brand auf die Südseite verlegten Konventsgebäude sind nicht erhalten.
Die Kirche ist reich ausgestattet, darunter mit einer Kanzel, die ebenso wie der Altaraufsatz als Kriegsbeute aus dem Kloster Oliva bei Danzig hierher kam, einem Triumphkreuz aus der Zeit um 1250 und einer thronenden Maria mit Kind aus der Zeit um 1300, beides schwedische Arbeiten.
Sie beherbergt außerdem ein zweimanualiges Orgelpositiv aus dem Jahr 1667, ein Geschenk von Carl Gustaf Wrangel, das ursprünglich wohl von Joachim Richborn gebaut wurde. Der dänisch-schwedische Orgelbauer Mads Kjersgaard restaurierte und rekonstruierte das Positiv 1964. Von den zehn Registern sind sieben noch erhalten.
In der von dem Bildhauer und Stuckateur Daniel Anckermann ausgestalteten quadratischen Wrangelschen Grabkapelle steht eine steinerne Tumba, die von einer Liegefigur des Feldmarschalls bekrönt wird. An der Westwand befindet sich ein großes Gipsrelief der Schlacht bei Górzno am Ende des Polnisch-Schwedischen Krieges (1629). Im Süden der Kapelle sind drei Seiten eines Sechsecks angefügt. Unter ihr befindet sich eine Gruft. Sie wird von einem Glockendach mit einer geschlossenen Laterne im Stil der niederländischen Renaissance gekrönt.

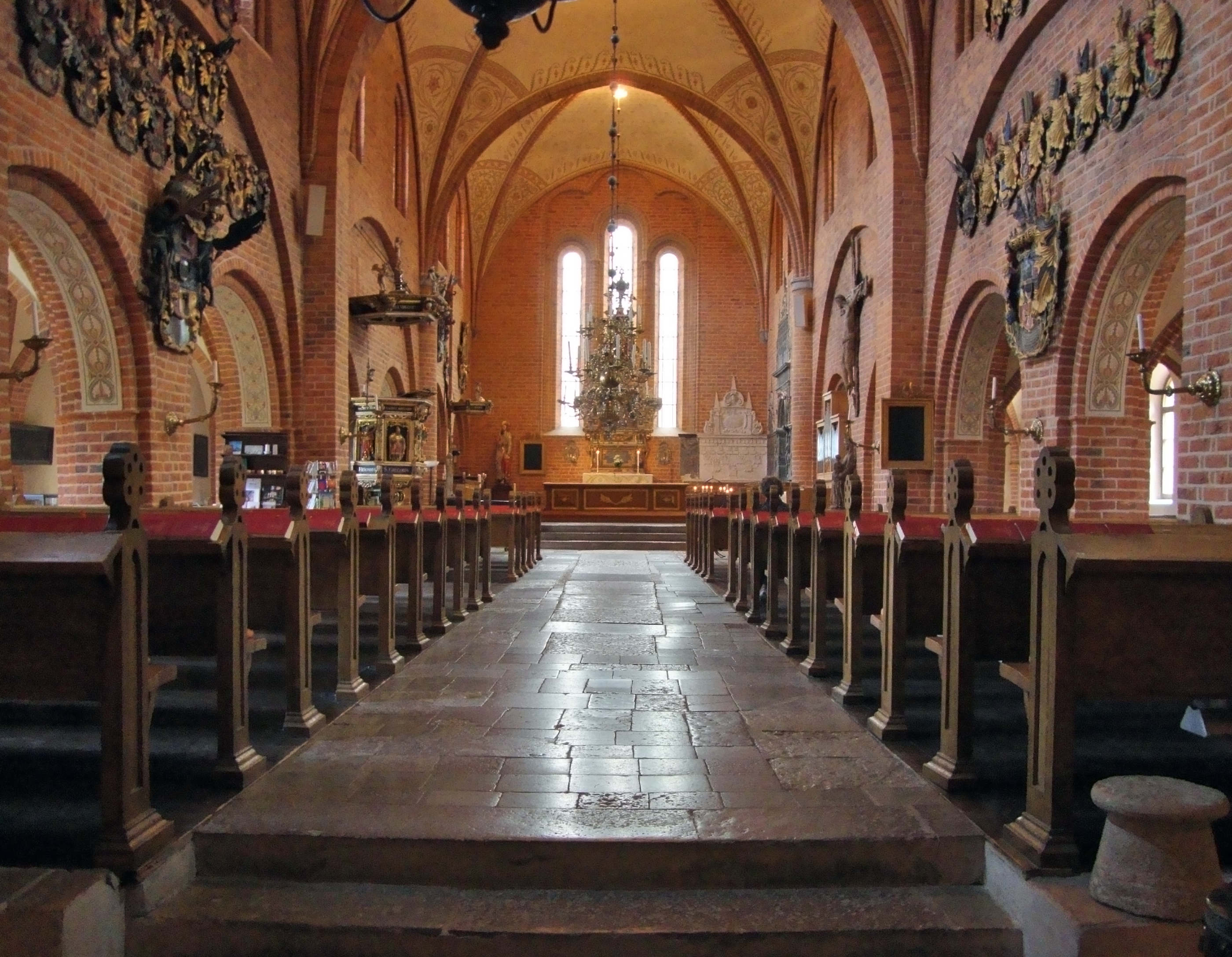
Innenraum
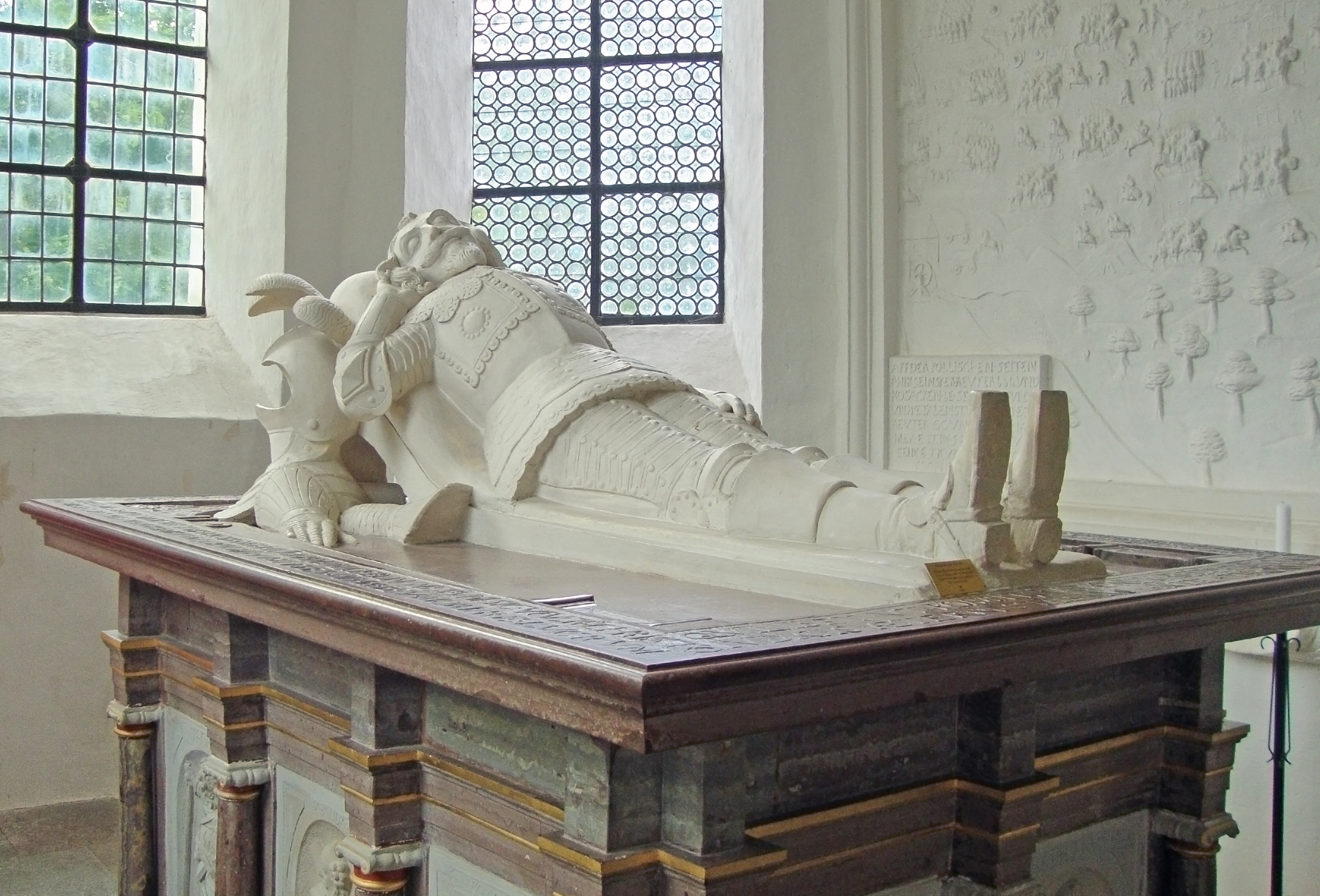
Tumba